# Emeopedus
Emeopedus is een kevergeslacht uit de familie van de boktorren (Cerambycidae). De wetenschappelijke naam van het geslacht werd voor het eerst geldig gepubliceerd in 1864 door Pascoe.

## Soorten
Emeopedus omvat de volgende soorten:
- Emeopedus alboguttatus Fisher, 1935
- Emeopedus griseomarmoratus Breuning, 1956
- Emeopedus longicornis Fisher, 1925
- Emeopedus pulchellus (Heller, 1924)
- Emeopedus baloghi Breuning, 1975
- Emeopedus papuanus Breuning, 1959
- Emeopedus variegatus Fisher, 1927
- Emeopedus degener Pascoe, 1864
- Emeopedus insidiosus Pascoe, 1864
- Emeopedus solutus Pascoe, 1864